# Relativ solmisation
Relativ solmisation eller grundtone-solmisation (tonic sol-fa) er en musikpædagogisk teknik opfundet af John Curwen. Den bygger på den almindelige solmisation, men adskiller sig idet "do" altid vælges til at være grundtonen i stedet for at være fastsat til tonen c. De enkelte noteringer (do, re, mi osv.) stiller sig altså relativt til hinanden i en hvilken som helst skala.
Relativ solmisation har først og fremmest sin betydning i forbindelse med Zoltán Kodálys sangmetodik.
| Musik | Spire Denne musikartikel er en spire som bør udbygges. Du er velkommen til at hjælpe Wikipedia ved at udvide den. |